# Anders Högberg
Anders Högberg (né le 9 avril 1976) à Skelleftea est un fondeur suédois actif depuis 1996.

## Carrière
Il débute en Coupe du monde en 1996 et obtient son premier podium en décembre 2002 à Clusone en sprint libre (3e). Il réalise également deux troisièmes places durant la saison 2003-2004 à Trondheim puis à Drammen.

## Palmarès

### Championnats du monde
- Lahti 2001 : 5e au sprint libre
- Val di Fiemme 2003 : 10e au sprint libre

### Coupe du monde
- Meilleur classement général : 30e en 2004.
- Meilleur classement en sprint : 10e en 2004.
- 3 podiums individuels.
- 2 podiums en relais.